# 그레이터런던 도시권

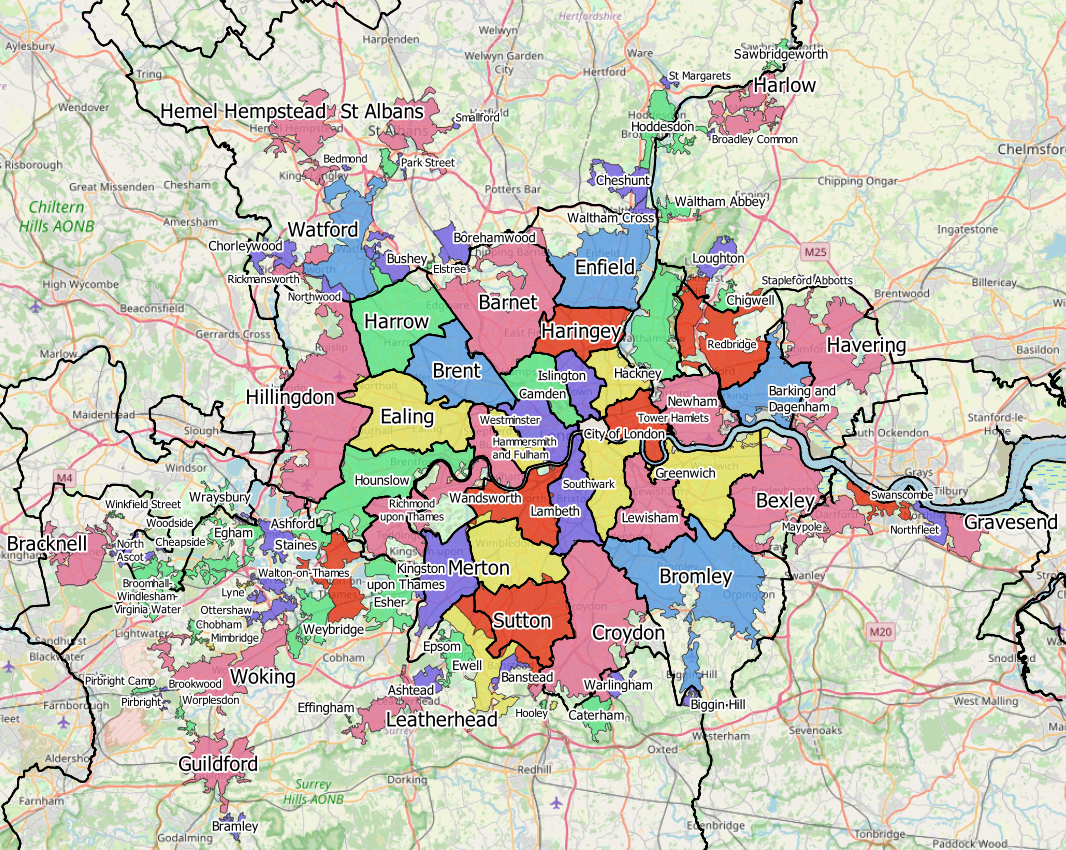
그레이터런던 도시권에 해당되는 행정구역 지도

그레이터런던 도시권 (Greater London Built-up Area / Greater London Urban Area)은 영국 잉글랜드 남동부의 런던 지역을 아우르는 도시권을 말한다. 행정구역으로서의 런던은 그레이터런던으로 이미 존재하지만, 런던 시가지의 스프롤 현상으로 연담도시화가 이뤄져 있기 때문에, 수도 런던과 직접적으로 이어지는 주변 동네를 아우르는 권역이 그레이터런던 도시권이다. 도시권의 범위는 영국 국가통계청에서 매 인구조사 때마다 규정한다. 2011년 인구총조사 통계 기준으로 총 인구수는 9,787,426명으로 집계되며 영국에서 가장 큰 도시권이다.

## 개요

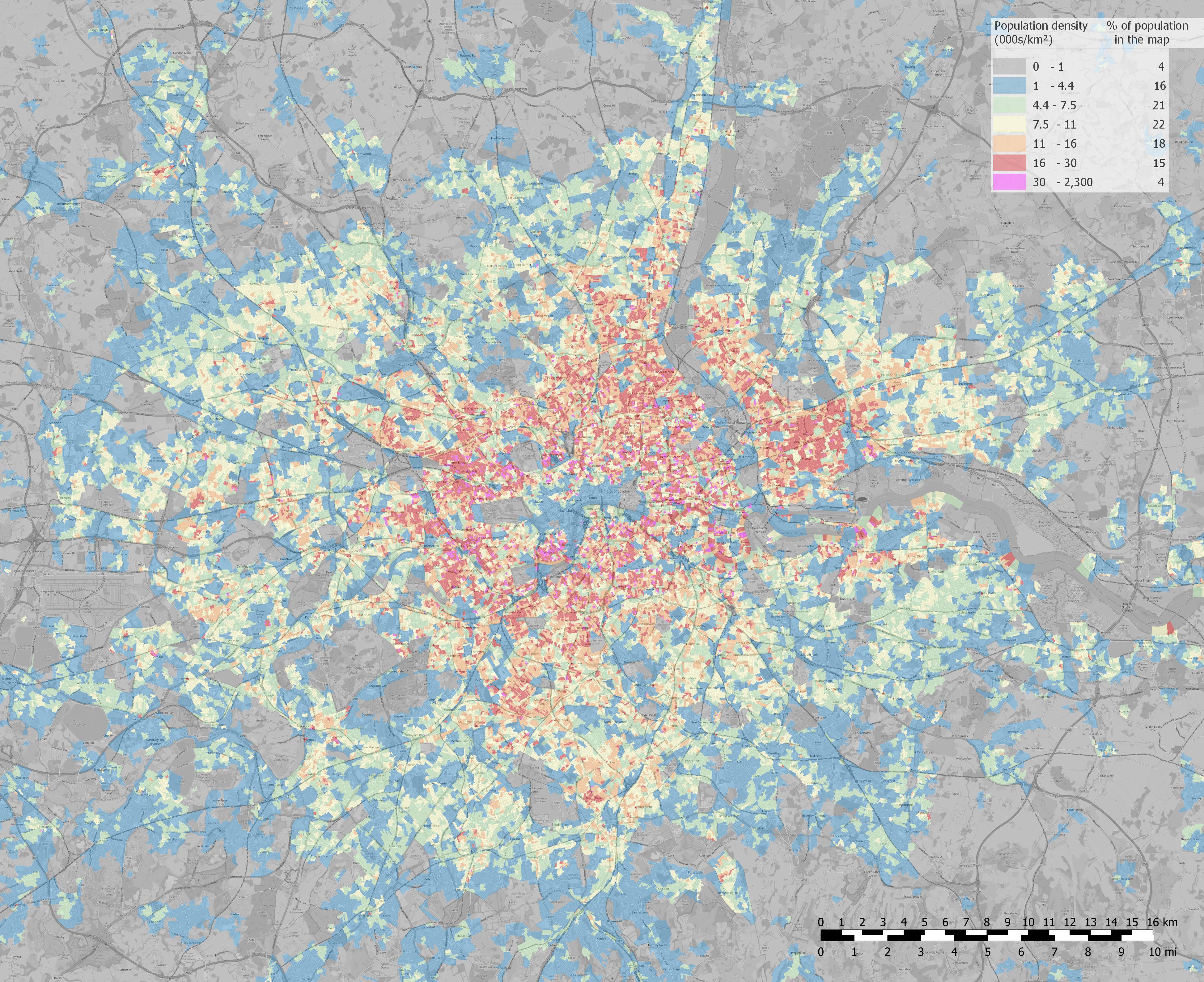
그레이터런던 도시권의 인구밀도 지도

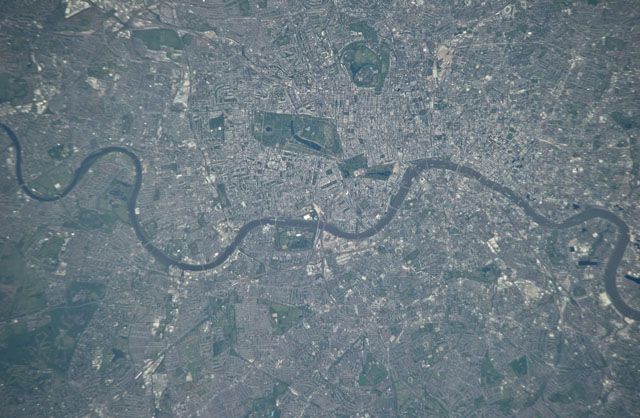
그레이터런던 도시권의 중심부를 촬영한 위성사진

그레이터런던 도시권은 2011년 영국 인구총조사 통계 기준, 면적 1,737.9 제곱킬로미터 (671.0 mi2)에 인구 9,787,426명으로 집계된다. 저밀도에서 중밀도에 해당되는 총 120곳의 동네를 아우르며, 그레이터런던 자체로는 면적 1,572 제곱킬로미터 (607 mi2)에 인구 8,173,194명인 것과 비교된다.
이름에서 알 수 있듯이 그레이터런던 지역의 대부분을 포괄하지만, 시가지 면적만을 다루고 있으므로 삼림지역이나 완충지대는 제외된다. 리 밸리 공원이나 템스강의 대형 하수처리장이 차지하는 면적도 제외된다. 그레이터런던 외부로는 런던 시가지와 바로 이어지는 동네, 도로를 따라 주택가가 길게 개발되어 낮은 인구밀도를 보이는 위성도시가 그레이터런던 도시권에 들어간다. 그레이터런던 도시권의 바깥 경계는 광역 그린벨트가 차지하고 있으며, 이 때문에 그린벨트 외부 지역까지 포괄하는 런던 광역권보다는 조금 작은 편이다.
결론적으로 그레이터런던 경계를 넘어서 이어지는 시가지를 기준으로 하였고, 또 그레이터런던 내에서도 시가지가 없는 농촌 지역 (힐링던구, 엔필드구, 헤이버링구, 브롬리구 등)은 제하기 때문에, 그레이터런던 도시권의 인구밀도는 그레이터런던보다 8.3%가량 높다. 그레이터런던 도시권은 템스강을 식용수로 활용하며, 약 4기가와트에 달하는 전력소비량을 보인다.

## 지역 목록
다음은 2011년 영국 인구총조사 당시 국가통계청이 정의한, 그레이터런던 도시권에 속하는 지역이다.

### 그레이터런던
그레이터런던은 33개 지역으로 구성된다. 시티오브런던과 이너런던 12구, 아우터런던 20구가 포함된다.
- 시티오브런던
- 시티오브웨스트민스터
- 바킹 대거넘구
- 바닛구
- 벡슬리구[4]
- 브렌트구
- 브롬리구
- 캠던구
- 크로이던구
- 일링구
- 엔필드구
- 그리니치 왕립구
- 해크니구
- 해머스미스 풀럼구
- 해링게이구
- 해로구
- 헤이버링구
- 힐링던구
- 하운즐로구
- 이즐링턴구
- 켄징턴 첼시 왕립구
- 킹스턴어폰템스 왕립구
- 램버스구
- 루이셤구
- 머턴구
- 뉴엄구
- 레드브리지구
- 리치먼드어폰템스구
- 서더크구
- 서턴구
- 타워햄리츠구
- 월섬포리스트구
- 원즈워스구

### 서리주
- 애들스톤
- 애시퍼드
- 애시테드
- 밴스테드
- 브럼리
- 브루크우드
- 브룸홀/윈들셤/버지니아워터
- 캐터럼
- 처트시
- 촙햄
- 클레이게이트
- 코범
- 에핑엄
- 에검
- 엡섬
- 에셔
- 유얼
- 길드퍼드
- 훌리
- 레더헤드
- 라인
- 밈브리지
- 네던온더힐
- 오터쇼
- 퍼브라이트
- 퍼브라이트캠프
- 셰퍼튼[5]
- 스테인스어폰템스
- 선베리[5]
- 월턴온템스
- 워링햄
- 웨이브리지
- 워킹
- 워플스던

### 허트퍼드셔주
| - 베드먼드 - 보어럼우드 - 부쉬 - 체전트 - 촐리우드 - 엘스트리 - 헤멀헴프스테드 - 홋즈던 - 하우우드 | - 노스우드 - 파크스트리트 - 리크먼즈워스 - 소브리지워스 - 스몰퍼드 - 세인트올번스 - 세인트마가레츠 - 월섬크로스 - 왓퍼드 |

| - 빈필드 - 브래크넬 - 칩사이드 - 노스애스컷 - 윙크필드스트리트 - 우드사이드 - 레이즈베리 | - 브로들리커먼 - 치그웰 - 할로 - 로턴 - 스테이플퍼드애보츠 - 월섬애비 | - 다트퍼드 - 그레이브젠드 - 그리니트 - 메이폴 - 노스플리트 - 스톤 - 스완스컴 |

## 같이 보기
- 영국의 도시권 목록
- 런던 광역권